# Чубаревский сельский совет (Пологовский район)
Чу́баревский се́льский сове́т (укр. Чубарівська сільська рада) — входит в состав
Пологовского района
Запорожской области
Украины.
Административный центр сельского совета находится в 
с. Фёдоровка.

## История
- 1779 — дата образования.

## Населённые пункты совета
- с. Фёдоровка
- с. Балочки
- с. Бурлацкое
- с. Золотая Поляна
- с. Красносёловка
- с. Терновое
- с. Хлеборобное
- с. Чкалово